# Adriana Ventura
Adriana Miguel Ventura (São Paulo, 6 de março de 1969) é uma administradora, professora de gestão e empreendedorismo na Fundação Getúlio Vargas e política paulista, filiada ao Partido Novo (NOVO). Nas eleições de 2018, foi eleita deputada federal por São Paulo. Nas eleições de 2022, foi reeleita deputada federal por São Paulo.

## Atuação
Adriana Ventura é autora da Lei da Telemedicina, nº 13.989/2020, que autoriza o uso da telemedicina durante a pandemia e é autora da Lei n° 14510/2022, que autoriza a telessaúde de forma permanente no Brasil. É também uma das autoras do projeto de lei 5595/2020 que tornaria essencial as aulas em formato presencial tanto na Educação Básica como no Ensino Superior, mesmo durante a pandemia de Covid-19. O projeto foi criticado pelo Sindicato Nacional dos Docentes das Instituições de Ensino Superior por implicar na perda de autonomia de prefeitos e governadores quanto à decisão sobre o assunto, obrigando-os a manter tais atividades em funcionamento. Adriana Ventura também propôs, junto com mais cinco deputados, o projeto de lei nº 1409/2020 transformado em lei ordinária 14023/2020, que determina que em caso de pandemia ou estado de calamidade pública, sejam tomadas medidas que garantam a saúde de profissionais essenciais ao controle de doenças e manutenção da ordem pública. A deputada propôs, junto com mais 15 deputados, o projeto de lei nº 864/2020 transformada em lei ordinária 14006/2020. A lei foi parcialmente vetada pelo então presidente Jair Bolsonaro.
No primeiro mandato, a deputada Adriana Ventura não teve nenhuma falta 

## Distinções
A Adriana Ventura recebeu as seguintes distinções:
- Segundo o júri do Congresso em Foco, é a parlamentar que mais se destacou na defesa da Liberdade no Transporte em 2022.[13]
- Segundo avaliação do Ranking dos Políticos, é a melhor deputada federal do Brasil e está na segunda colocação do Congresso Nacional.[14]
- Obteve cinco estrelas no Índice Legisla Brasil. Numa escala de notas entre 0 a 10, recebeu nota 6,4 em Produção Legislativa, 2,9 em Fiscalização, 7,3 em Mobilização e 10 em Alinhamento Partidário.[15]
- Adriana ainda recebeu o prêmio “100 Mais Influentes da Saúde”, conhecido como o Oscar da Saúde, na categoria representatividade em 2022.[16]

## Desempenho Eleitoral
| Ano  | Eleição                         | Partido | Candidato a      | Votos   | %     | Resultado | Ref    |
| ---- | ------------------------------- | ------- | ---------------- | ------- | ----- | --------- | ------ |
| 2018 | Eleições estaduais em São Paulo | NOVO    | Deputada Federal | 64.341  | 0,30% | Eleita    | [ 17 ] |
| 2022 | Eleições estaduais em São Paulo | NOVO    | Deputada Federal | 109.474 | 0,46% | Eleita    | [ 18 ] |